# Agnese di Brandeburgo
Agnese di Bradenburgo (Berlino, 17 luglio 1584 – Schloss Neuhaus an der Elbe, 26 marzo 1629) è stata una principessa, e successivamente duchessa consorte di Pomerania e Duchessa Consorte di Sassonia-Lauenburg tedesca.

## Biografia
Agnese, appartenente alla casata degli Hohenzollern, era figlia del Principe Elettore Giovanni Giorgio di Brandeburgo (1525-1598) e della sua terza moglie Elisabetta di Anhalt-Zerbst (1563-1607), figlia del Principe Gioacchino Ernesto di Anhalt.
In prime nozze sposò, il 25 giugno 1604 a Berlino, il duca Filippo Giulio di Pomerania-Wolgast (1584-1625). La coppia risiedeette nel Castello di Wolgast. Una tenuta ad Udars sull'isola di Rügen venne chiamata in suo onore Agnisenhof. Nel 1615, Agnese venne coinvolta, su richiesta del marito, nel finanziamento di una zecca a Franzburg. Dopo la morte di Filippo Giulio, Agnese visse nel suo dovario vedovile, il distretto di Barth. Dubslaff Christoph von Eickstedt auf Rothenklempenow, che era stato assessore al marito, la servì come cancelliere segreto e capitano.
In seconde nozze, Agnese sposò il 9 settembre 1628, nel Castello di Barth, il Duca Francesco Carlo di Sassonia-Lauenburg (1594-1660), di dieci anni più giovane, che era un generale dell'esercito imperiale. Con questo matrimonio, ella perse i propri diritti su Barth. Tuttavia, Francesco Carlo convinse Wallenstein a premere sul Duca Boghislavo XIV, cosicché Agnese poté mantenere Barth fino alla sua morte.
Entrambi i suoi matrimoni rimasero senza figli.

## Ascendenza
|                                 |                             |                           | Genitori                    |  |  | Nonni |  |  | Bisnonni                    |  |  | Trisnonni                 |  |
|                                 |                             |                           |                             |  |  |       |  |  | Gioacchino I di Brandeburgo |  |  | Giovanni I di Brandeburgo |  |
|                                 |                             |                           |                             |  |  |       |  |  | Gioacchino I di Brandeburgo |  |  | Giovanni I di Brandeburgo |  |
|                                 |                             | Elisabetta di Danimarca   |                             |  |  |       |  |  | Gioacchino I di Brandeburgo |  |  |                           |  |
| Gioacchino II di Brandeburgo    |                             |                           |                             |  |  |       |  |  | Gioacchino I di Brandeburgo |  |  |                           |  |
|                                 |                             | Elisabetta di Danimarca   | Giovanni di Danimarca       |  |  |       |  |  |                             |  |  |                           |  |
|                                 |                             | Elisabetta di Danimarca   | Giovanni di Danimarca       |  |  |       |  |  |                             |  |  |                           |  |
|                                 |                             | Elisabetta di Danimarca   | Cristina di Sassonia        |  |  |       |  |  |                             |  |  |                           |  |
| Giovanni Giorgio di Brandeburgo |                             | Elisabetta di Danimarca   |                             |  |  |       |  |  |                             |  |  |                           |  |
|                                 |                             | Giorgio di Sassonia       | Alberto III di Sassonia     |  |  |       |  |  |                             |  |  |                           |  |
|                                 |                             | Giorgio di Sassonia       | Alberto III di Sassonia     |  |  |       |  |  |                             |  |  |                           |  |
|                                 |                             | Giorgio di Sassonia       | Sidonia di Boemia           |  |  |       |  |  |                             |  |  |                           |  |
| Maddalena di Sassonia           |                             | Giorgio di Sassonia       |                             |  |  |       |  |  |                             |  |  |                           |  |
|                                 |                             | Barbara Jagellona         | Casimiro IV di Polonia      |  |  |       |  |  |                             |  |  |                           |  |
|                                 |                             | Barbara Jagellona         | Casimiro IV di Polonia      |  |  |       |  |  |                             |  |  |                           |  |
|                                 |                             | Barbara Jagellona         | Elisabetta d'Asburgo        |  |  |       |  |  |                             |  |  |                           |  |
| Agnese di Brandeburgo           |                             | Barbara Jagellona         |                             |  |  |       |  |  |                             |  |  |                           |  |
|                                 | Giovanni V di Anhalt-Zerbst | …                         |                             |  |  |       |  |  |                             |  |  |                           |  |
|                                 | Giovanni V di Anhalt-Zerbst | …                         |                             |  |  |       |  |  |                             |  |  |                           |  |
|                                 | Giovanni V di Anhalt-Zerbst | …                         |                             |  |  |       |  |  |                             |  |  |                           |  |
| Gioacchino Ernesto di Anhalt    | Giovanni V di Anhalt-Zerbst |                           |                             |  |  |       |  |  |                             |  |  |                           |  |
|                                 |                             | Margherita di Brandeburgo | Gioacchino I di Brandeburgo |  |  |       |  |  |                             |  |  |                           |  |
|                                 |                             | Margherita di Brandeburgo | Gioacchino I di Brandeburgo |  |  |       |  |  |                             |  |  |                           |  |
|                                 |                             | Margherita di Brandeburgo | Elisabetta di Danimarca     |  |  |       |  |  |                             |  |  |                           |  |
| Elisabetta di Anhalt-Zerbst     |                             | Margherita di Brandeburgo |                             |  |  |       |  |  |                             |  |  |                           |  |
|                                 |                             | Wolfgang von Barby        | …                           |  |  |       |  |  |                             |  |  |                           |  |
|                                 |                             | Wolfgang von Barby        | …                           |  |  |       |  |  |                             |  |  |                           |  |
|                                 |                             | Wolfgang von Barby        | …                           |  |  |       |  |  |                             |  |  |                           |  |
| Agnese di Barby                 |                             | Wolfgang von Barby        |                             |  |  |       |  |  |                             |  |  |                           |  |
|                                 |                             | …                         | …                           |  |  |       |  |  |                             |  |  |                           |  |
|                                 |                             | …                         | …                           |  |  |       |  |  |                             |  |  |                           |  |
|                                 |                             | …                         | …                           |  |  |       |  |  |                             |  |  |                           |  |
|                                 |                             | …                         |                             |  |  |       |  |  |                             |  |  |                           |  |